# 제인 (1997년)
제인(본명: 성지연, 成智筵, 1997년 12월 20일 ~ )은 과거 대한민국의 걸 그룹 모모랜드의 일원이였으며, 서브 보컬과 메인 댄서를 맡았다.

## 학력
- 서울가락초등학교 (졸업)
- 가락중학교 (졸업)
- 한림연예예술고등학교 실용무용과 (졸업)

## 출연작

### TV 프로그램
- 2016년 엠넷 《SURVIVAL MOMOLAND를 찾아서》
- 2018년 MBC 뮤직 《모모랜드의 사이판랜드》
- 2020년 MBC 《미스터리 음악쇼 복면가왕》 - 꼬불꼬불 맛 좋은 내 노래! 라면 먹고 갈래요? 뽀글이 (참가자)

### 드라마
- 2025년 U+모바일tv 《퍼스트 러브》 - 로라 역